# 藥物福利管理
在美國，藥物福利管理者（英語：pharmacy benefit manager，PBM）是第三方管理者，為商業醫療保險計劃、雇主自辦保險計劃、聯邦醫療保險D部分計劃、聯邦僱員醫療福利計劃、和州政府僱員醫療福利計劃，負責管理處方藥的保險計劃。根據美國藥劑師協會的說法，「PBM主要負責的是在處方集的開發和維護，與藥房簽約、與藥廠議定折扣和回扣、以及為處方藥的理賠作處理和支付。」PBM在綜合醫療衛生機構內部運作（例如凱撒醫院，或是美國退伍軍人醫療管理局），本身是零售藥房系統的一部分（例如CVS藥局，或是來愛德）、或者是保險公司的一部分（例如聯合健康集團）。
截至2016年，PBM為美國管理藥物福利，覆蓋的人數達到2.66億人。2017年，美國規模最大的PBM公司，收入比最大的藥廠還高，表明這個類別的產業在美國醫療系統中的角色越來越重要。值得注意的是在2016年，美國主要的PBM公司數目少於30個，其中三個最大的（快捷藥方、CVS藥局、和聯合健康集團中的OptumRx），它們共同的市場佔有率是78％，為1.8億登記加入者提供覆蓋。。

## 商業模式
在美國，醫療保險公司通常僱用第三方的管理者，協助處理藥物價格談判、保險理賠、和處方藥的配送。會運用到這種管理者的機構包括商業醫療保險計劃、雇主自辦保險計劃、聯播按醫療保險D部分計劃、聯邦僱員醫療福利計劃、和州政府僱員醫療福利計劃。PBM被設計成利用登記加入者的醫療保險計劃，把他們的集體購買力匯集，讓前述保險計劃贊助者以及個人能夠利用較低的價格獲得處方藥。PBM從零售藥房取得價格折扣，從藥廠以及郵遞藥房取得回扣，郵購藥房可在患者無須與藥劑師面對面諮詢的情況下，把處方藥品交付到患者住處。
藥物福利管理公司可從幾種途徑獲得收入。首先，他們從原始醫療保險計劃收取管理費和服務費。他們還可從藥廠那裡收取回扣。傳統的PBM不會披露處方藥的議定淨價格，他們得以使用高於淨價的公開標價（也稱為標籤價格（sticker price））出售藥品。這種做法被稱為"價差定價"。價差數字被視為商業秘密。PBM通常禁止藥房和保險公司公開談論費用和報銷金額。這種作法導致的結果是缺乏價格透明度。

## 處方集
PBM為它們的客戶提供有關"架構藥物福利"的建議，並根據各種價格提供複雜的選擇給患者。這是透過構建醫療計劃涵蓋的"處方集"或特定藥物清單來達成。處方集通常分為幾個偏好的"階級"，階級越低的有較高的共付額，以激勵消費者購買自己偏好階級的藥品。如果藥品沒列在處方集上，就表示消費者必須支付價目表的全額價錢來購買。為了讓藥物能夠被列入處方集裡面，藥廠通常需要向PBM支付回扣，這就會把藥品的淨價降低，但是在價目表上的標價仍保持不變。 製藥產業中的藥廠表示，為了彌補這些回扣的成本，他們被迫提高藥品價格。例如，禮來公司的總裁聲稱折扣，再加上回扣的成本，佔他們公司胰島素定價的75％。像快捷藥方之類的PBM聲稱回扣是藥廠對標價上漲的回應，而不是漲價的原因。
處方集的複雜定價結構可能會生出意想不到的後果。當保險理賠被提出的時候，患者支付的共付額是根據公開標價計算，而不是根據秘密議定後的淨價。大約有四分之一的機會，患者根據標價計算出的共付額，會比直接以現金購買的藥品總價高。然後，PBM可通過稱為"撈回"的做法把差價放進自己的口袋。消費者可選擇用現金購買藥物，但PBM在與藥房簽訂的合同中，除非消費者自己直接向藥劑師提出要求，否則禁止藥劑師主動告知消費者不用申請保險理賠，而可用較低的價格購得藥物。自2017年以來，美國已有六個州通過立法，將此類"噤聲條款（gag clauses）"視為非法。隨後，聯邦政府於2018年10月禁止私人保險設有噤聲條款，聯邦醫療保險（Medicare）也設下這種禁令，從2020年1月1日生效。

### 對消費者的淨影響
總體而言，PBM的產業聲稱它們可為最終消費者節省大量成本。例如，2015年，CVS Caremark（CVS藥局的子公司）表示已將其保險計劃會員的處方藥支出，在醫療成本佔比的11.8％降至2014年的5％。但是，CVS Caremark這樣的說法存有爭議。2013年，《財富雜誌》對PBM營銷做過一項調查，結果顯示：藥品定價難以解讀，客戶無從知道自己省了多少。

## 歷史
1968年，Pharmaceutical Card System Inc.（這家公司後來更名為AdvancePCS Inc.）發明塑膠藥品福利卡，成立第一家PBM。到 "1970年代，他們擔任財務中介，用書面的方式作處方藥理賠的裁定，然後到1980年代，改用電子的方式來作裁定"。:34
到1980年代後期，"隨著醫療衛生和處方藥的成本不斷的攀升"，PBM已成為市場裡面一股重要的勢力。多元化藥物服務（DPS）是PBM最早的營運模式之一，最早由一家名為United HealthCare（現在稱為聯合健康集團）的全國性健康維護組織所創立。:304在葛蘭素史克的前身SmithKline Beecham公司於1994年從United Healthcare購入DPS之後，這個部門在SmithKline Beecham的營運發揮出關鍵的作用，到1999年，這個DPS在美國多元化藥物服務所有的會員中，佔比達到44％。快捷藥方於1999年4月收購這個DPS，並將集團本身整合成為管理式醫療護理組織的產業中一家領先的PBM。
2002年8月，《華爾街日報》寫道，雖然PBM在1992年至2002年間"引導醫生開立便宜的藥物，尤其是大型藥廠生產的廉價學名藥"，但他們也"靜悄悄地轉向" 銷售昂貴的品牌藥。
2007年，當CVS藥局收購Caremark這家公司的時候，PBM的功能"從單純地處理處方箋工作，轉到管理醫療保險計劃的藥物福利"，:34 "與藥廠談判藥品的折扣"，:34並提供"藥物利用審查和疾病管理"。:34PBM還建立一種處方集，用來鼓勵甚至要求"醫療計劃參與者使用處方集中首選的藥物來治療疾病"。:34到2012年，快捷藥方和CVS Caremark已從原來的分級處方集，轉變成只在處方集中單純標明排除不用的特定藥物。

## 市場與競爭
截至2004年，聯邦貿易委員會發現PBM是在一個競爭異常激烈的市場中運作。在美國，截至2013年，大部分管理式醫療護理機構的處方藥福利支出，是經由大約60個PBM處理。少有PBM是獨立組成和運營。PBM在綜合醫療系統（例如凱撒醫院或退伍軍人醫療管理局）內部運作、為零售藥房系統的一部分（例如CVS藥局，或是來愛德）、或者是保險公司的一部分（例如聯合健康集團）。但是到2016年，在美國屬於這個類別的大型PBM公司只剩不到30家，其中三家最大的PBM（快捷藥方、CVS藥局、和聯合健康集團中的OptumRx），它們共同的市場佔有率是78％，為1.8億登記加入者提供藥品保險覆蓋。。
在2015年，最大的三個上市PBM是快捷藥方，CVS藥局（以前稱為CVS Caremark）和聯合健康集團所屬的OptumRx/Catamaran。截至2018年，美國三家最大的PBM控制著超過80％的市場。

### 快捷藥方
快捷藥方在2012年以291億美元的價格把競爭對手Medco Health Solutions, Inc.併購，並成為"管理處方藥物福利產業中的強權 "。截至2015年，快捷藥方控股（Express Scripts Holding Company）是美國最大的藥物福利管理組織，公司在2013年的收入為1,046.2億美元。
2015年10月，快捷藥方開始審查由AbbVie Inc和梯瓦製藥工業兩家公司營運的藥物計劃，這些計劃可能可讓它們規避快捷藥方和其他保險公司對於報銷的限制。這些審查造成對Bausch Health Companies Inc.的合作藥房-Philidor Rx Services的"啟人疑竇的做法"展開調查，最後導致Bausch Health Companies Inc.切斷與Philidor Rx Services的往來，而Philidor Rx Services因此中斷營業。

### CVS藥局
1994年，CVS建立藥物福利管理公司-PharmaCare，為雇主、管理式醫療護理組織、保險公司、工會、和政府機構提供涵蓋廣泛的服務。到2002年，CVS的特殊藥品藥房-ProCare（美國"最大的特殊藥品零售/郵購綜合供應商"）:10與他們的藥物福利管理公司-PharmaCare合併。:4Caremark Rx當初是百特國際的子公司，於1992年從百特國際分出，成為一家上市公司。2007年3月，CVS Corporation收購Caremark，成為CVS Caremark，後來更名為CVS藥局（CVS Health）。
CVS Caremark在2011年是美國第二大PBM。這家公司在田納西州被提起集體訴訟，訴訟稱CVS Caremark把藥廠的折扣秘密的據為己有，而不是與會員福利計劃共享，並拿昂貴的藥物，而不是價格更便宜的替代品，提供給福利計劃的會員。 CVS Caremark就這項詐欺指控支付2,000萬美元給三個州。

### 聯合健康集團
Optum是聯合健康集團下屬的醫療衛生服務體系，Optum旗下的OptumRx，一直是美國領先的PBM。
2015年3月，聯合健康集團以約128億美元的價格收購Catamaran Corporation，把PBM的業務進一步拓展。

## 倡議和遊說
許多藥物福利管理者組成藥物照護管理協會，作為這個產業的共同代表。

### 生物相似藥
PBM一直堅定的支持建立美國食品藥品監督管理局（FDA）的途徑，以促進生物相似藥-價格昂貴的特殊藥品（治療阿爾茨海默病、類風濕性關節炎、和多發性硬化症）的核准。PBM支持所謂的生物相似藥立法，這項法案並未授予品牌藥藥廠壟斷定價權力。 2015年，聯邦貿易委員會發現生物製品的專利能為創新提供足夠的動力，而且獨佔期的延長"不會引發新的生物藥或適應症的產生"，而"損害"到法案能產生的利益。.

## 爭議和訴訟
- 1998年，美國司法部聯邦檢察官詹姆斯·希恩（James Sheehan）對PBM展開調查，針對這個產業是否能有效降低處方藥成本和節省客戶費用方面，提出質疑。[22]

- 2004年，訴訟事件為PBM的作為增加不確定性。[41][48] 2015年，針對PBM所涉及的詐欺、騙術、或反托拉斯法行為，共有七項法律訴訟被提出。[1][6]

- 州立法機關一直使用"透明度"、"信任"、和"披露"條款來改進PBM的商業做法。[48] 在2011年，密西西比州藥房委員會（Mississippi Board of Pharmacy）成立一個藥物福利管理者的新部門，任務是核准以及規範PBM。[49]

- 2013年，聯邦醫療保險和聯邦醫療補助服務中心（英语：Centers for Medicare & Medicaid Services）（CMS）所做的一項研究發現，郵購藥房與PBM的議定價格比社區藥房的議定價格高出83％。[50]

- 在2014年的ERISA（《1974年僱員退休所得安全法（英语：Employee Retirement Income Security Act of 1974）》）一項聽證會中指出，垂直整合後的PBM有構成利益衝突的可能，並且PBM的醫療保險計劃贊助人（例如藥廠）"在…確定是否遵守PBM合同（包括直接和間接補償條款）的時候，碰到極大的困難。"。[51]

- 2017年，《洛杉磯時報》寫道，PBM導致藥品成本上漲，尤其是對糖尿病類的藥物。[52]

- 美國衛生和公共服務部部長亞歷克斯·阿扎說起有關PBM時表示："定價上漲時，每個人都會獲利，唯獨患者是例外。這是一個隨著時間發展而成的驚人以及詭異的系統。"[53]

- 2019年1月31日，衛生與公共服務部發布一項擬議規則，以將《反回扣法規（英语：Anti-Kickback Statute）》取消，這項法規允許PBM從藥廠收取回扣，是PBM和其他計劃贊助人的保護傘。[54]

- 參議員榮恩·魏登（民主黨籍）在2019年4月表示，它們“就像那種會剝削客戶的中間人一樣”，因為當他們靠選擇高價藥物而不選低價藥物，就能從中賺到大錢。[55]

## 外部連結
- Pharmacy Benefit Management Institute list of PBM companies （页面存档备份，存于）